# Weval
Weval est un groupe néerlandais de musique électronique, originaire d'Amsterdam.

## Histoire
Le duo se rencontre lors d'une fête d'anniversaire dans un café d'Utrecht. Leur première collaboration a consisté à filmer, et à produire un clip pour un ami de Coolen. Au cours de ce projet, leur attention se porte progressivement sur la production de musique, ce qui conduit au début officiel de leur collaboration en 2010,.
Leurs premières sorties musicales prennent la forme d'EP, dont Half Age en 2013. Ils donnent également leur première performance live à Pitch, un festival à Amsterdam, cette année. En 2014, la chanson Detian de l'EP Half Age est utilisée dans une publicité de Schweppes avec Penélope Cruz, à la suite de quoi la chanson atterrit la 5e place dans le Top 100 iTunes Electronica français. Deux mois plus tard, le remix qu'ils font du nouveau single de Gui Boratto, Take Control, atteint la première place dans le Top 100 Beatport Electronica. La même année, Weval sort l'EP Easier, suivi de It'll Be Just Fine / Grow Up en 2015,.
En 2016, ils sortent leur premier album éponyme Weval, qui reçoit de bonnes critiques de la part de publications telles que Pitchfork, et leur donne une visibilité internationale. Avec leur deuxième album, The Weight, sorti en 2019 chez Kompakt, Weval commence à explorer de nouveaux styles, élargissant leur base électronique avec des influences soul et funk, suivi de l'EP Changed for the Better en 2021 et de l'EP Time Goes en 2022, tous deux sortis par le label Ninja Tune. En 2023, Weval sort son troisième album Remember avec le label. 

## Discographie partielle

### Albums studio
- 2016 : Weval (Kompakt)
- 2019 : The Weight (Kompakt)
- 2023 : Remember (Technicolour, Ninja Tune)